# Alex Band
Alexander Max „Alex“ Band (* 8. Juni 1981 in Los Angeles, Kalifornien) ist ein US-amerikanischer Sänger und war bis 2005 Leadsänger der Band The Calling. Von 2004 bis 2009 war er mit der Schauspielerin Jennifer Sky verheiratet. Als die Band sich 2005 entschloss, eine Pause einzulegen, verkündete Band, dass er eine Solokarriere anstrebt. Er wechselte die Plattenfirma und veröffentlichte 2010 sein erstes Soloalbum We’ve all been there.

## Biographie
Alex Band begann mit dem Gitarrenunterricht, als er acht Jahre alt war. Mit 15 verließ er die Schule und unterschrieb einen Plattenvertrag mit RCA Records. Seinen Abschluss holte er mit Privatunterricht nach. Band spielt Gitarre, Klavier und Saxofon. In der Nachbarschaft, in der er aufwuchs, lernte er Aaron Kamin kennen und die beiden gründeten eine Band mit dem Namen Generation Gap. Später benannten sie sich um in Next Door und dann in The Calling. Im Jahr 2003 nahm Alex Band zusammen mit Carlos Santana eine Single mit dem Titel Why Don’t You and I auf.
Mitte 2005 trennte sich Band von seinem Partner bei The Calling und entschied, eine Solokarriere zu verfolgen. Er nahm sein erstes Soloalbum im Zeitraum 2007 bis 2008 auf, während er bei GR unter Vertrag war. Wegen Schwierigkeiten mit der Plattenfirma kündigte er seinen Vertrag und gründete sein eigenes Label (Alex Band Music).
2007 konnte man Alex Band auf dem Soundtrack zum Film The Bratz mit dem Lied It Doesn’t Get Better Than This hören.
Im Jahr 2008 hat er eine EP (Extended Play) mit fünf Liedern veröffentlicht, die als Download verfügbar ist sowie als CD von seinen offiziellen Streetteams vertrieben wird.
Um seine aktuelle Musik zu promoten, trat Band unter anderem als Gast in der Serie CSI: NY (Episode 5x12 Help) auf, in der er einen Musiker unter Mordverdacht verkörpert hat. Außerdem engagiert er sich sehr für die karitativen Organisationen Donate Life und Make The Difference Network, indem er Spenden sammelt, sowie bei Veranstaltungen auf der Bühne spielt.
Am 19. März 2010 erschien Bands erste Singleauskopplung aus dem Soloalbum mit dem Titel Tonight als Download und wird seitdem deutschlandweit im Radio gespielt. Außerdem war der Song bei RTL als Hintergrundmusik der Werbung für die Fußball-WM 2010 zu hören. Band ist in Deutschland unter Vertrag bei der EMI Group.
Am 27. September 2010 erschien Bands erstes Soloalbum mit dem Titel We've All Been There.
Am 23. Mai 2012 erschien bei iTunes die EP After the Storm mit fünf Titeln als Download.
Im August 2013 kündigte The Calling ihr Comeback an. Nur wenige Stunden nach der Bekanntgabe wurde er kurz nach einem Auftritt auf einem Musikfestival von Unbekannten entführt und verprügelt.

## Familie
Sein Vater ist der Horrorfilmproduzent Charles Band, den Alex noch heute unterstützt, indem er Musik für die Filme schreibt. Sein Großvater ist Albert Band. Früher hatte Alex Band kurze Auftritte in Filmen wie Puppet Master II. Der Bruder seines Vaters ist der Filmkomponist Richard Band. Die Ex-Frau von Alex Band – Jennifer Sky – ist Schauspielerin und unter anderem bekannt aus Xena – Die Kriegerprinzessin und einigen Folgen von CSI: Den Tätern auf der Spur. Zusammen mit seiner Ex-Frau spielte Band auch in dem Film A Fish Without a Bicycle mit. Außerdem modelt er nebenher auch, aktuell für Ralph Lauren. Bands Schwester Taryn hat eine eigene Modemarke Vanitas of California und ihr Mann, der Fotograf Kurt Iswarienko, machte die Fotos für die Alben von The Calling Camino Palmero und Two.
Seit Februar 2010 war er mit Kristin Blanford verlobt, die auch in dem Video zu Tonight mitspielt. Am 1. Mai 2011 hat er seine Verlobte im engsten Verwandten- und Freundeskreis geheiratet.
Allerdings ließen sie sich im April 2012 einvernehmlich scheiden.
Band ist auch aktiv bei der Förderung des Bewusstseins und der Beteiligung an der Michael J. Fox Foundation für die Parkinson-Krankheit. Bei ihm selbst wurde 2012 Parkinson im jungen Alter diagnostiziert, was er während einer Benefizshow bekannt gab, die am 23. März 2013 von Ryan Cabreras Haus auf Stageit aufgeführt wurde.
Alex Band ist seit 2013 mit Shayna Weber Band verheiratet, ihr gemeinsamer Sohn, Max Bowie Band, kam am 3. September 2016 zur Welt.

## Diskografie
Alben
- 2010: We’ve All Been There

EPs
- 2012: After the Storm

Singles
- 2010: Forever Yours
- 2010: Only One
- 2010: Tonight
- 2011: Euphoria[7]